# Нугара, Дане
Дане Нугара (синг. Dane Nugera, род. 17 мая 1988) — шри-ланкийский шоссейный велогонщик.

## Карьера
В 2010 году принял участие на проходивших в индийском Дели Играх Содружества. В групповой шоссейной гонке не смог финишировать, а в индивидуальной гонке показа только 39 результат, уступив почти 14 минут её победителю Дэвиду Миллару.
В 2014 году занял третье место на Чемпионате Шри-Ланки в индивидуальная гонка
, а на следующий год в этой же дисциплине стал уже чемпионом.
В 2016 году был включён в команду Шри-Ланки для участия в Южноазиатских играх 2016 года, которые проходили в Индии. В индивидуальной гонке занял 5 место, а в групповой только 21.
В 2018 снова стал чемпионом страны в индивидуальной гонке.

## Достижения
2014
3-й на Чемпионате Шри-Ланки — индивидуальная гонка
2015
 Чемпион Шри-Ланки — индивидуальная гонка
2018
 Чемпион Шри-Ланки — индивидуальная гонка